# Zion et son frère
Pour plus de détails, voir Fiche technique et Distribution.
Zion et son frère est un film franco-israélien d'Eran Merav sorti en 2009.

## Synopsis
Dans une famille dysfonctionnelle habitant une ville non précisée d'Israël, Zion, 14 ans, cherche à se libérer de l'emprise de son frère aîné, dont la violence l'entraîne dans un accident et le secret.

## Distribution
- Reuven Badalov : Zion
- Ronit Elkabetz : la mère
- Tzahi Grad : Eli
- Ofer Hayoun : Meir
- Liya Lein : la petite amie de Meir